# キクアザミ
キクアザミ（菊薊、学名：Saussurea ussuriensis ）は、キク科トウヒレン属の多年草。

## 特徴
茎は直立し、高さは30-120cmになる。根出葉や茎の下部に互生する葉には、長さ5-20cmになる葉柄がつく。葉身は卵形で質が堅く、長さ7-18cmになり、縁は羽状に浅裂または中裂する。茎につく葉は、上部にいくほど葉柄が短くなり、上部のものは無柄で葉身も狭く小さい。
花期は9-10月。短い花柄をもって散房状に頭花を上向きにつける。総苞は長さ12-13mmになる筒型でクモ毛が生え、総苞片は5-7列になり、最外片の先端は急に短くとがる。頭花は紅紫色で、両性の筒状花がつき、花冠は長さ11-13mmになる。果実は痩果で、種子には冠毛がつく。

## 分布と生育環境
日本では、本州の福島県以南、九州に分布し、日当たりのよい山地の草原に生育する。アジアでは中国、朝鮮、ウスリーに分布する。

## ギャラリー
- 頭花